# Stigmella leucargyra
Stigmella leucargyra là một loài bướm đêm thuộc họ Nepticulidae. Nó là loài duy nhất được tìm thấy ở tây nam bờ biển của New South Wales.
Sải cánh dài khoảng 3.7 mm đối với con đực và 4-4.2 mm đối với con cái.
Ấu trùng ăn Correa reflexa. Chúng ăn lá nơi chúng làm tổ. The mine consists of an irregular contorted gallery in the leaf.
Larvae where được tìm thấy ở tháng 7 và tháng 8. Adults emerged in đầu tháng 9.